# Can Talet
Can Talet és una obra eclèctica de Sant Feliu de Codines (Vallès Oriental) inclosa a l'Inventari del Patrimoni Arquitectònic de Catalunya.

## Descripció
Edifici entre parets mitgeres amb façana a dos carrers i la plaça, compost de planta baixa i dos pisos amb coberta plana limitada per una balustrada i frontó a la façana de la plaça coronant les façanes de composició simètrica amb elements formals representatius de l'arquitectura historicista. Constitueix una important fita visual dins el conjunt de la plaça.

## Història
Can Talet està situada en la zona d'eixample del nucli antic, zona urbanísticament composta per edificis entre parets mitgeres. En el carrer-carretera principal de la vila on s'hi troben els edificis més representatius de finals del XIX i principis del XX.